# Rajecké Teplice
Rajecké Teplice (en allemand : Bad Rajetz ; en hongrois : Rajecfürdő) est une ville thermale de la région de Žilina, en Slovaquie.

## Histoire
La première mention écrite de la ville date de 1376.

## Démographie

### Évolution de la population
| Année:               | 1994. | 2004.   | 2014.   | 2024.   |
| -------------------- | ----- | ------- | ------- | ------- |
| Nombre de personnes: | 2597  | 2728    | 2948    | 2833    |
| Différence:          |       | +5,04 % | +8,06 % | -3,90 % |

| Année:               | 2023. | 2024.   |
| -------------------- | ----- | ------- |
| Nombre de personnes: | 2847  | 2833    |
| Différence:          |       | -0,49 % |

## Villes jumelées
- Pozlovice (Tchéquie)
- Dolní Benešov (Tchéquie)
- Wilamowice (Pologne)
- Epe (Pays-Bas)
- Dolenjske Toplice (Slovénie)